# Dalila

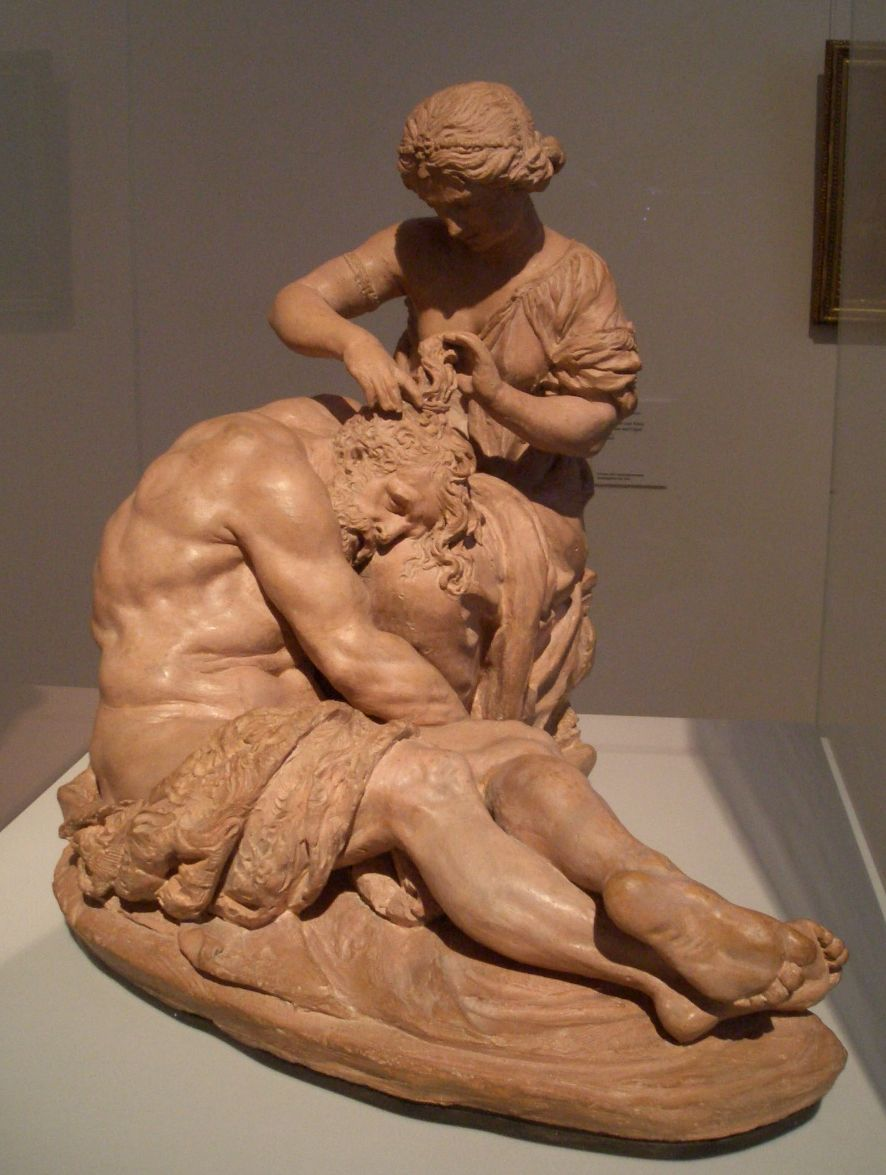
Dalila

Dalila (Delila, Delilah ; ebraică: dala = flirt) Este un personaj feminin din Vechiul Testament care a trădat pe judecătorul israelian Samson. Dalila trăia după legendă în valea  Sorek, un pârâu în apropiere de Wadi, azi este regiunea de graniță a statului Israel cu Fâșia Gaza. Samson era un ales al Domnului, avea puteri supranaturale. El împărtășește Dalilei taina puterii sale care se afla în părul lui. Aflând taina Dalila taie în somn părul lui Samson, care este ucis de dușmani.